# Pterocypha marmorata
Pterocypha marmorata är en fjärilsart som beskrevs av Pieter Cramer 1777. Pterocypha marmorata ingår i släktet Pterocypha och familjen mätare. Inga underarter finns listade.